# زبابة بربلية
زبابة بربلية (الاسم العلمي: Sorex preblei) (بالإنجليزية: Preble's Shrew)‏ هو نوع من الحيوانات يتبع جنس الزبابة من الفصيلة الزبابات.